# Alina Horłowa
Alina Eduardiwna Horłowa (ukr. Алі́на Едуа́рдівна Го́рлова, ur. 1992 w Zaporożu) – ukraińska reżyserka, scenarzystka oraz montażystka specjalizująca się w filmach dokumentalnych. W 2017 została członkinią Ukraińskiej Akademii Filmowej, a w 2021 otrzymała tytuł Zasłużonego Działacza Sztuk Ukrainy.
W latach 2008–2012 studiowała na Kijowskim Narodowym Uniwersytecie Teatru, Kina i Telewizji im. Iwana Karpenki-Karego.

## Filmografia

### Filmy krótkometrażowe
- Вітер тексту (2008)
- Простий механізм щаст (2009)
- Обов'язки (2010)
- Пересадка серця (2011)
- Babushka (2012)
- Перший крок у хмарах (2012)
- Солітюд (2019)

### Filmy dokumentalne
- Холодний Яр. Інтро (2016)
- Невидимий батальйон (2017)
- Явних проявів немає (2018)
- Цей дощ ніколи не скінчиться (pol. Ten deszcz nigdy nie ustanie, 2020)[4]